# Gulvingad örtblomfluga
Gulvingad örtblomfluga (Cheilosia impressa) är en tvåvingeart som först beskrevs av Friedrich Hermann Loew 1840.  Gulvingad örtblomfluga ingår i släktet örtblomflugor, och familjen blomflugor. Arten är reproducerande i Sverige. Inga underarter finns listade i Catalogue of Life.